# SMS Kaiser Wilhelm II
Az SMS Kaiser Wilhelm II a Német Császári Haditengerészet egyik Kaiser Friedrich III osztályú pre-dreadnought csatahajója (korabeli német terminológia szerint Einheitslinienschiff - egységsorhajó) volt az első világháborúban. A hajó a német császárról, II. Vilmosról kapta nevét. A Kaiser Friedrich III osztályba tartozott még az SMS Kaiser Friedrich III, az SMS Kaiser Wilhelm der Große, az SMS Kaiser Karl der Große és az SMS Kaiser Barbarossa.
Története 1900. február 13-án kezdődött, amikor is szolgáltba állt a Német Császári Haditengerészetnél. 1902. február 4-től 1906-ig a flotta zászlóshajója volt. Több manővert és műveletet vezetett az Északi- és a Balti-tengereken. 1908-ban megfordult az Azori-szigeteken is. Az első világháború kitörésekor az ötödik német csatahajó rajban szolgált, de korszerűtlensége miatt csak partvédelmi feladatokat látott el. 1915-től parancsnoki hajóként működött a wilhelmshaveni főparancsnokságon. 1919. december 6. sérüléseket szenvedett el. 1921-ben leselejtezték, lebontották, majd fém részeit újrahasznosították.

## Külső hivatkozások
- SMS Kaiser Wilhelm II a Naval History honlapján (angolul)